# Lijst van Nepenthes-soorten naar verspreidingsgebied

Totale verspreiding van Nepenthes

Dit is een lijst van Nepenthes-soorten, gesorteerd naar hun verspreidingsgebied. De lijst is gebaseerd op Stewart McPhersons Pitcher Plants of the Old World uit 2009. Aangevulde informatie is voorzien van een referentie. Soorten die niet endemisch zijn in hun regio zijn voorzien van een asterisk (*), deze taxa worden meerdere keren genoemd.

## Zuidoost-Azië

### Indische Archipel

#### Filipijnen

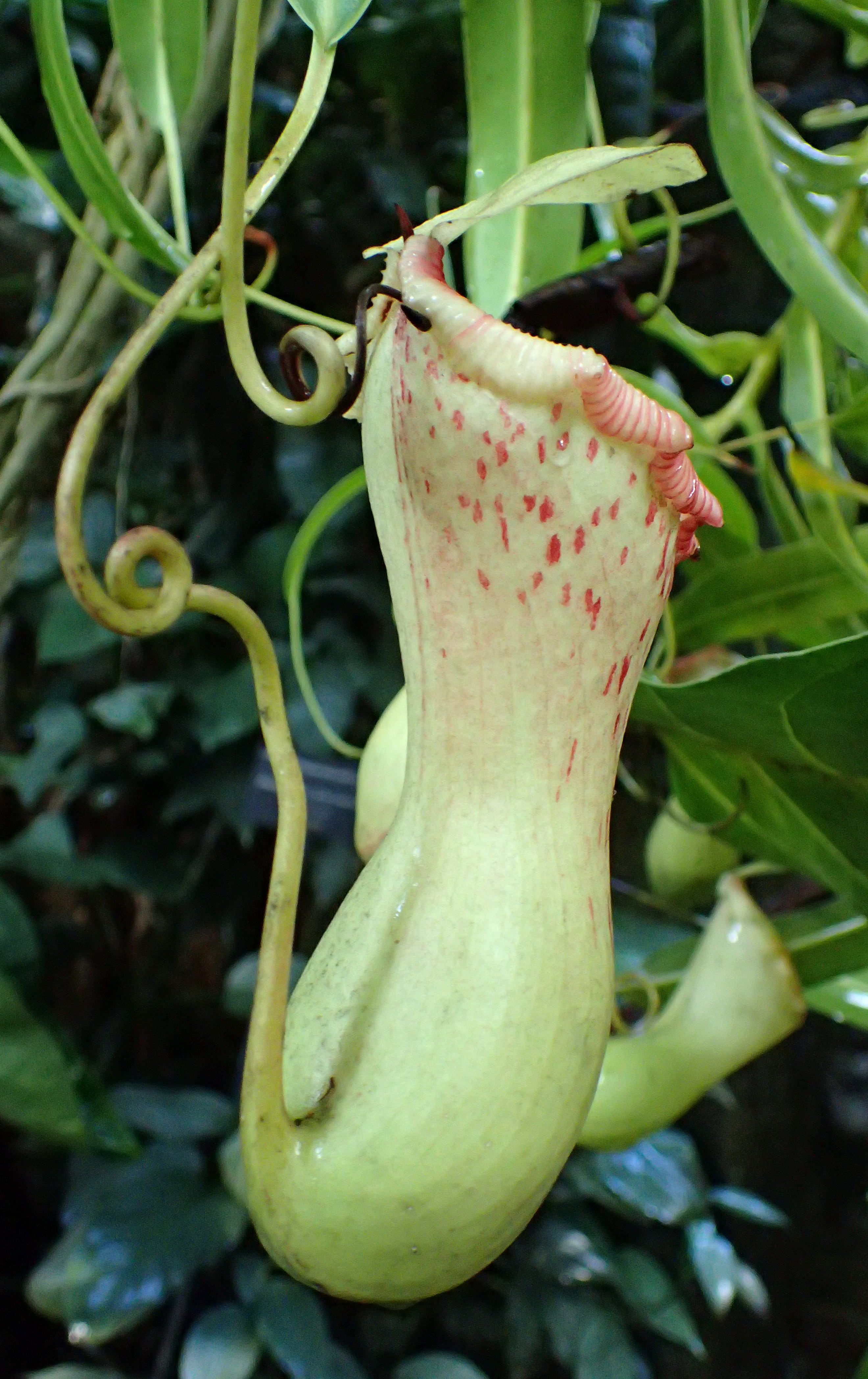
Nepenthes burkei

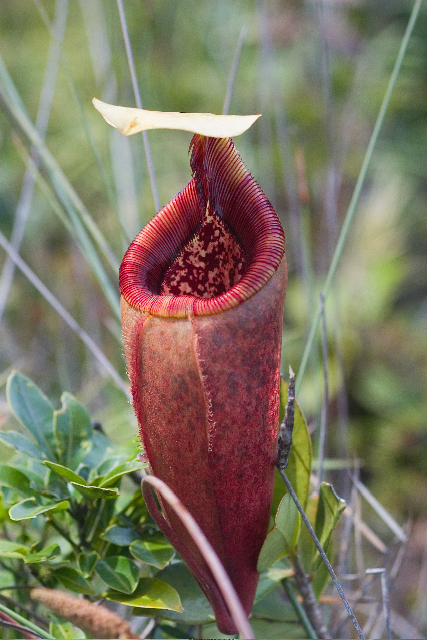
Nepenthes mantalingajanensis

1. N. abalata[1]
2. N. abgracilis[2]
3. N. aenigma[3]
4. N. alata
5. N. alzapan[4]
6. N. argentii
7. N. armin[5]
8. N. attenboroughii
9. N. barcelonae[6]
10. N. bellii
11. N. burkei
12. ?N. campanulata[7] *
13. N. ceciliae[8]
14. N. cid[2]
15. N. copelandii
16. N. cornuta[9]
17. N. deaniana
18. N. extincta[10]
19. N. gantungensis[11]
20. N. graciliflora[12]
21. N. hamiguitanensis[13]
22. N. justinae[3]
23. N. kitanglad[10]
24. N. leonardoi[14]
25. N. leyte[10]
26. N. mantalingajanensis
27. N. merrilliana
28. N. micramphora
29. N. mindanaoensis
30. N. mira
31. N. mirabilis *
32. N. nebularum[15]
33. N. negros[12]
34. N. palawanensis[16]
35. N. pantaronensis[9]
36. N. peltata
37. N. petiolata
38. N. philippinensis
39. N. pulchra[8]
40. N. ramos[17]
41. N. robcantleyi[18]
42. N. samar[19]
43. N. saranganiensis
44. N. sibuyanensis
45. N. sumagaya[20]
46. N. surigaoensis
47. N. talaandig[9]
48. N. tboli[5]
49. N. truncata
50. N. ultra[21]
51. N. ventricosa
52. N. viridis[22]
53. N. zygon[5]
54. N. sp. Anipahan[23]

#### Borneo

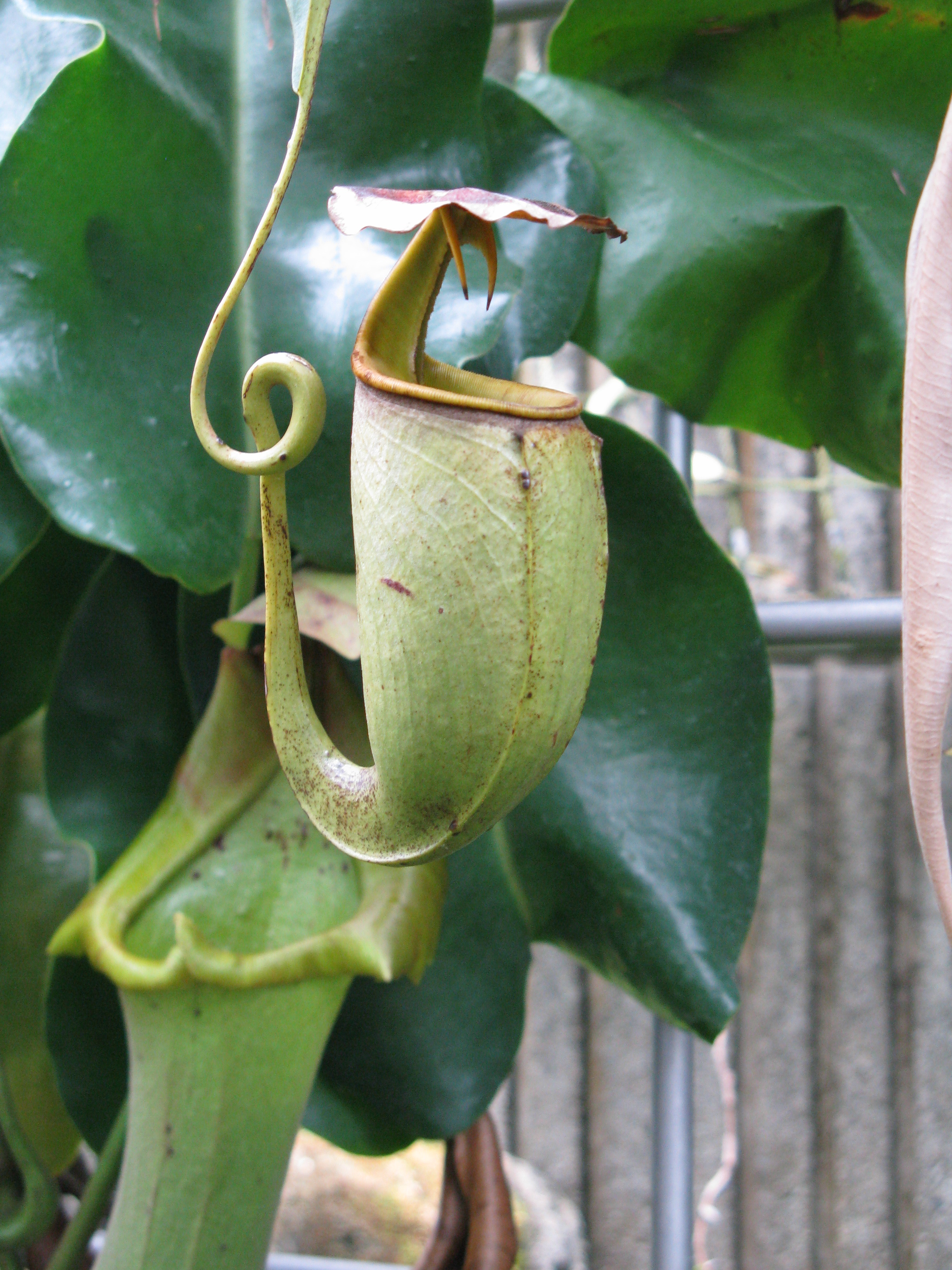
Nepenthes bicalcarata

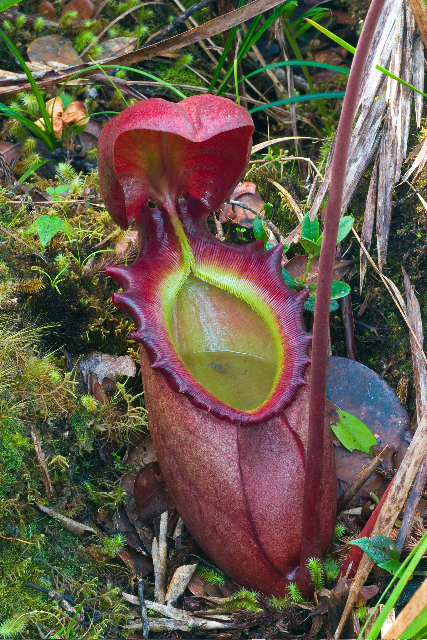
Nepenthes rajah

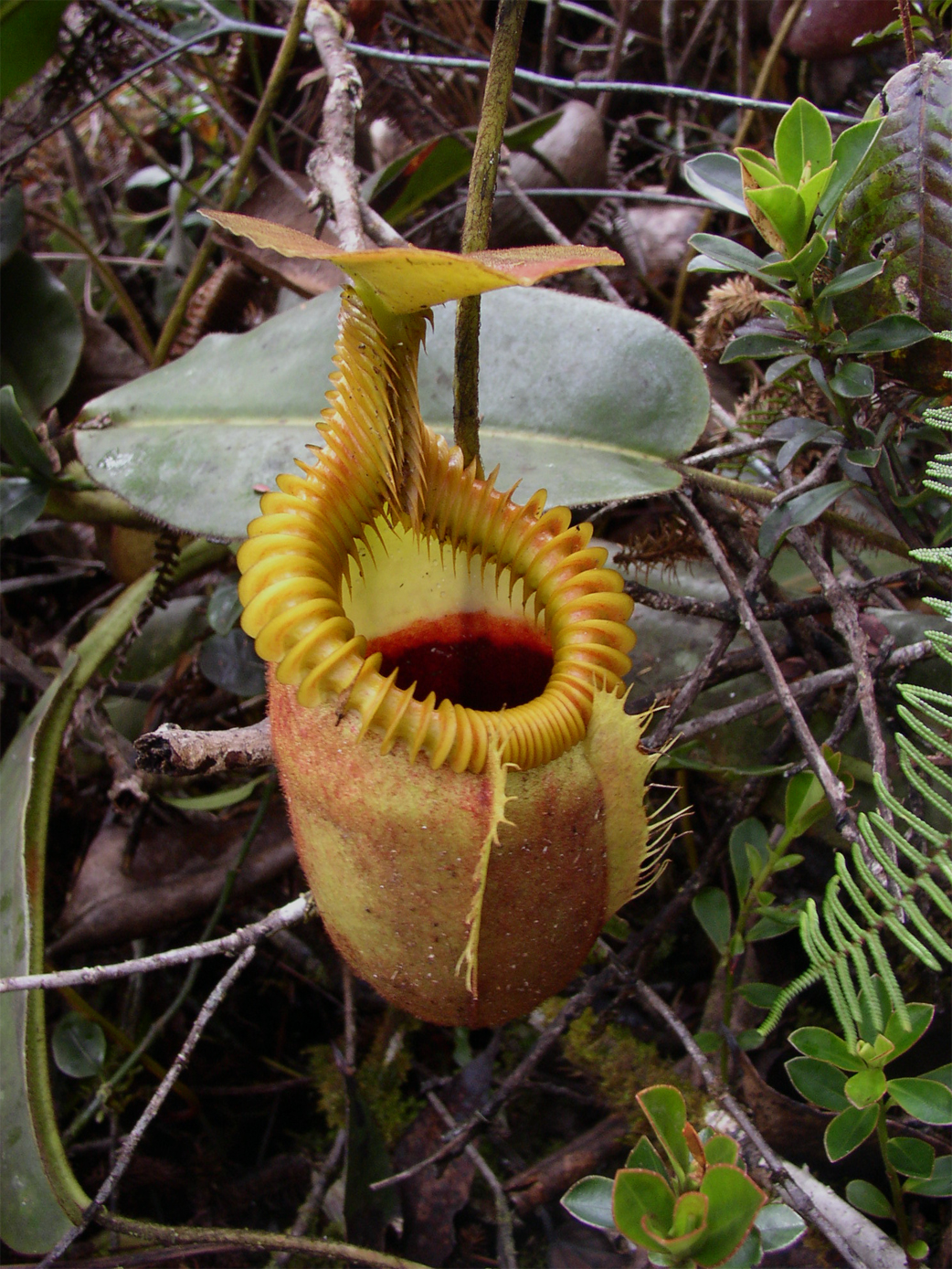
Nepenthes villosa

1. N. albomarginata *
2. N. ampullaria *
3. N. appendiculata[24]
4. N. bicalcarata
5. N. boschiana
6. N. burbidgeae
7. N. campanulata[7] *
8. N. chaniana
9. N. clipeata
10. N. edwardsiana
11. N. ephippiata
12. N. epiphytica[25]
13. N. faizaliana
14. N. fusca
15. N. glandulifera
16. N. gracilis *
17. N. hemsleyana[26]
18. N. hirsuta
19. N. hispida
20. N. hurrelliana
21. N. lowii
22. N. macrophylla
23. N. macrovulgaris
24. N. mapuluensis
25. N. mirabilis *
26. N. mollis
27. N. muluensis
28. N. murudensis
29. N. northiana
30. N. pilosa
31. N. platychila
32. N. rafflesiana *
33. N. rajah
34. N. reinwardtiana *
35. N. stenophylla
36. N. tentaculata *
37. N. veitchii
38. N. villosa
39. N. vogelii

#### Sumatra

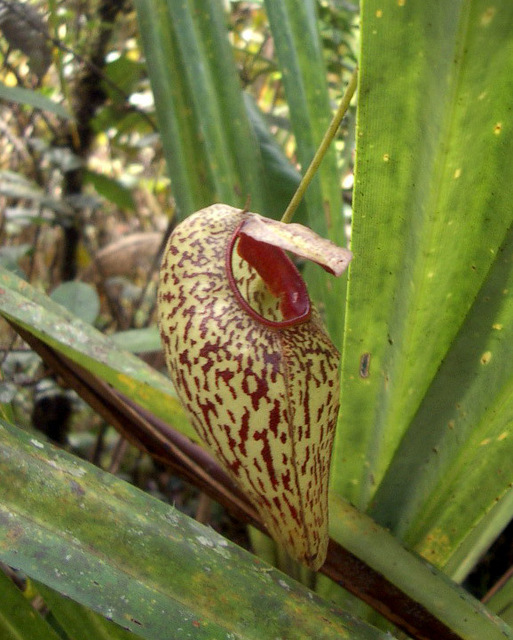
Nepenthes aristolochioides

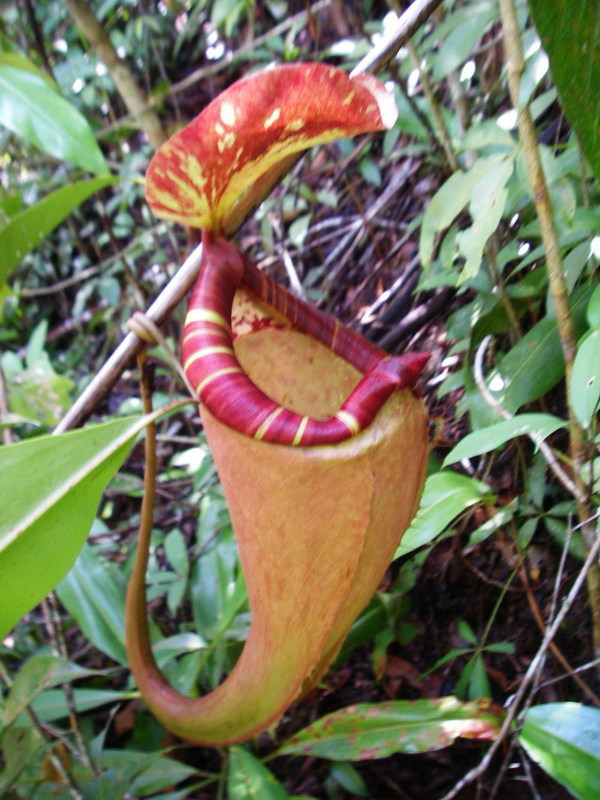
Nepenthes sumatrana

1. N. adnata
2. N. albomarginata *
3. N. ampullaria *
4. N. angasanensis
5. N. aristolochioides
6. N. beccariana
7. N. bongso
8. N. densiflora
9. N. diatas
10. N. dubia
11. N. eustachya
12. N. flava
13. N. gracilis *
14. N. gymnamphora *
15. N. inermis
16. N. izumiae
17. N. jacquelineae
18. N. jamban
19. N. junghuhnii
20. N. lavicola
21. N. lingulata
22. N. longifolia
23. N. mikei
24. N. mirabilis *
25. N. naga
26. N. ovata
27. N. rafflesiana *
28. N. reinwardtiana *
29. N. rhombicaulis
30. N. rigidifolia
31. N. singalana
32. N. spathulata *
33. N. spectabilis
34. N. sumatrana
35. N. talangensis
36. N. tenuis
37. N. tobaica

#### Celebes

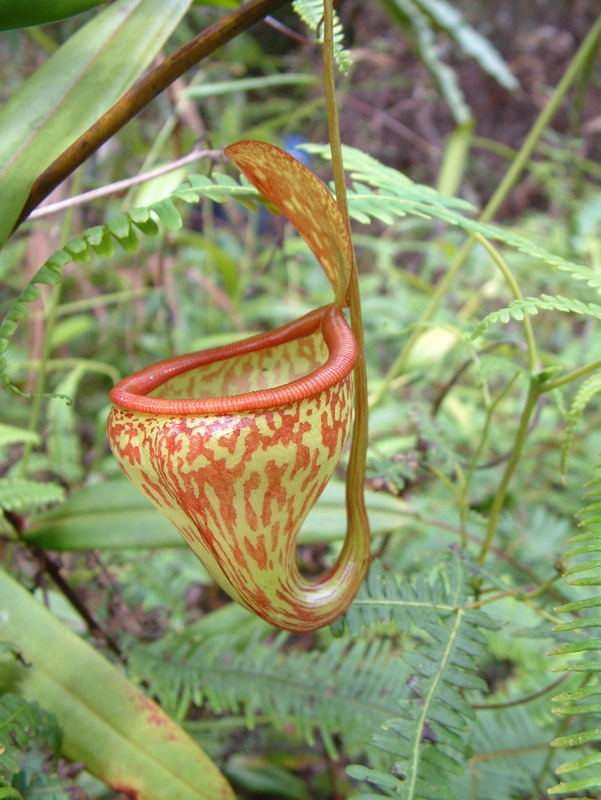
Nepenthes pitopangii

1. N. eymae
2. N. glabrata
3. N. gracilis *
4. N. hamata
5. N. maryae[27]
6. N. maxima *
7. N. minima[28]
8. N. mirabilis *
9. N. nigra[29]
10. N. pitopangii
11. N. tentaculata *
12. N. tomoriana
13. N. undulatifolia[30]

#### Java
1. N. gymnamphora *
2. N. mirabilis *
3. N. spathulata *

#### Molukken
1. N. ampullaria *
2. N. halmahera[31]
3. N. maxima *
4. N. mirabilis *
5. N. weda[31]

### Maleisisch schiereiland

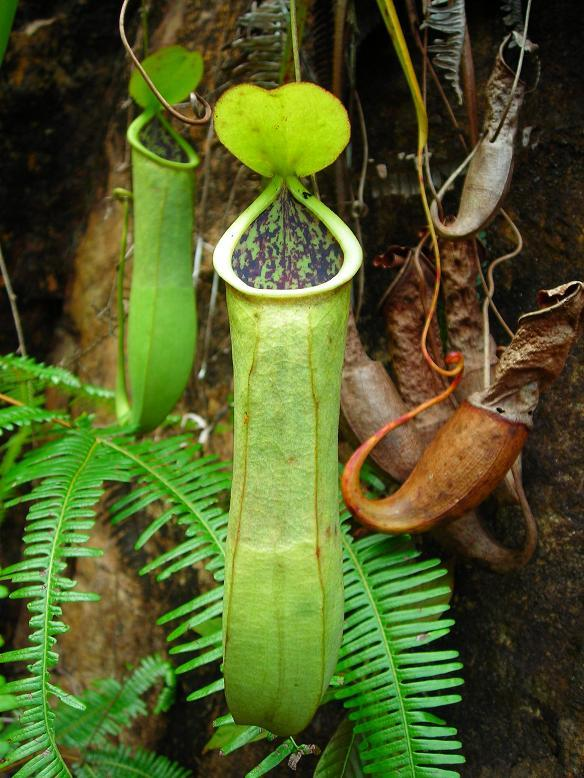
Nepenthes benstonei

1. N. alba
2. N. albomarginata *
3. N. ampullaria *
4. N. benstonei
5. N. gracilis *
6. N. gracillima
7. N. macfarlanei
8. N. mirabilis *
9. N. rafflesiana *
10. N. ramispina
11. N. sanguinea *

### Thailand

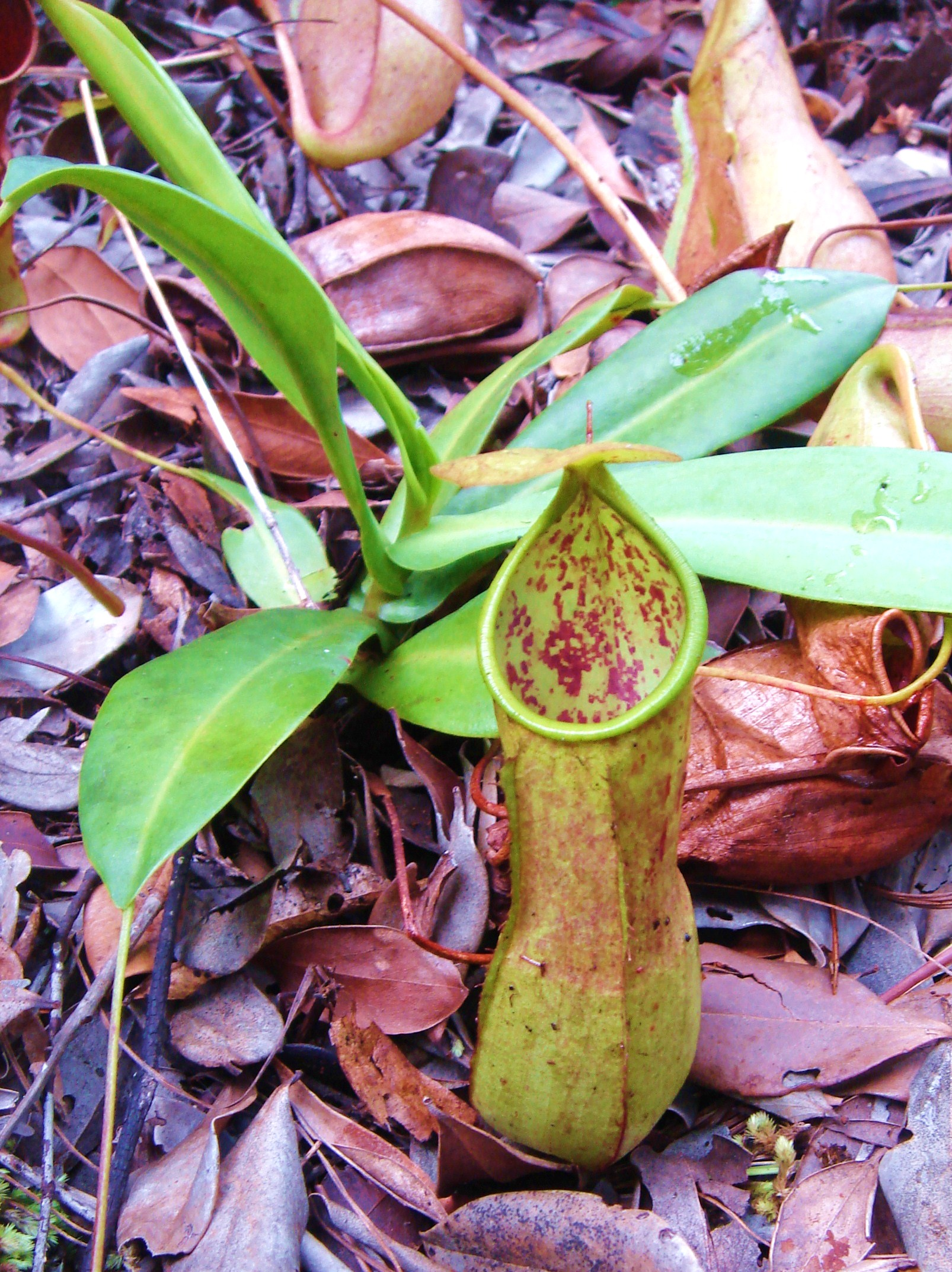
Nepenthes thai

1. N. ampullaria *
2. N. andamana[32]
3. N. chang[33]
4. N. gracilis *
5. N. kampotiana *
6. N. kerrii[34]
7. N. kongkandana
8. N. krabiensis[35]
9. N. mirabilis *
10. N. rosea[36]
11. N. sanguinea *
12. N. smilesii *
13. N. suratensis[37]
14. N. thai[38]

### Cambodja
1. N. bokorensis
2. N. gracilis[39] *
3. N. holdenii[40]
4. N. kampotiana *
5. N. mirabilis *
6. N. smilesii[41] *

### Vietnam
1. N. kampotiana[42] *
2. N. mirabilis *
3. N. smilesii[43] *
4. N. thorelii

### Singapore
1. N. ampullaria *
2. N. gracilis *
3. N. rafflesiana *

### Laos
1. N. mirabilis *
2. N. smilesii *

### Myanmar
1. N. mirabilis *

### Nieuw-Guinea

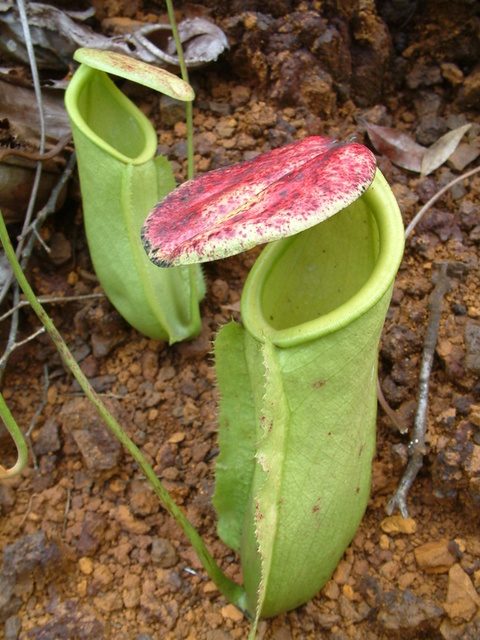
Nepenthes neoguineensis

1. N. ampullaria *
2. N. insignis
3. N. klossii
4. N. lamii
5. N. maxima *
6. N. mirabilis *
7. N. monticola[44]
8. N. neoguineensis *
9. N. paniculata
10. N. papuana
11. N. treubiana *

## Overige delen vanAzië

### China(inclusiefHongkongenMacau)
1. N. mirabilis *

### India
1. N. khasiana

### Sri Lanka
1. N. distillatoria

## Oceanië

### Australië

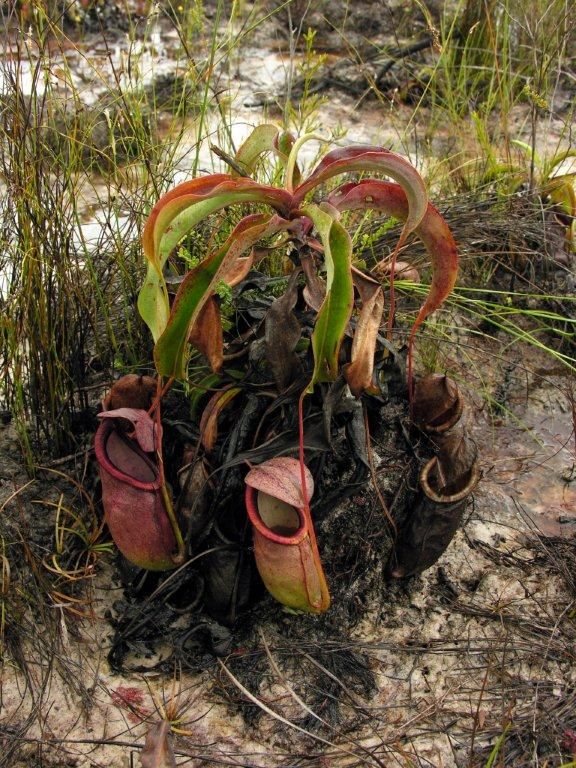
Nepenthes rowanae

1. N. mirabilis *
2. N. parvula[45]
3. N. rowaniae
4. N. tenax

### Carolinen
1. N. mirabilis *

### Raja Ampat-eilanden
1. N. danseri
2. ?N. neoguineensis *
3. ?N. treubiana *
4. N. sp. Misool

### D'Entrecasteaux-eilanden
1. N. maxima *
2. N. mirabilis *
3. N. neoguineensis *

### Louisiaden
1. N. mirabilis *

### Nieuw-Caledonië
1. N. vieillardii

## Afrika

### Madagaskar

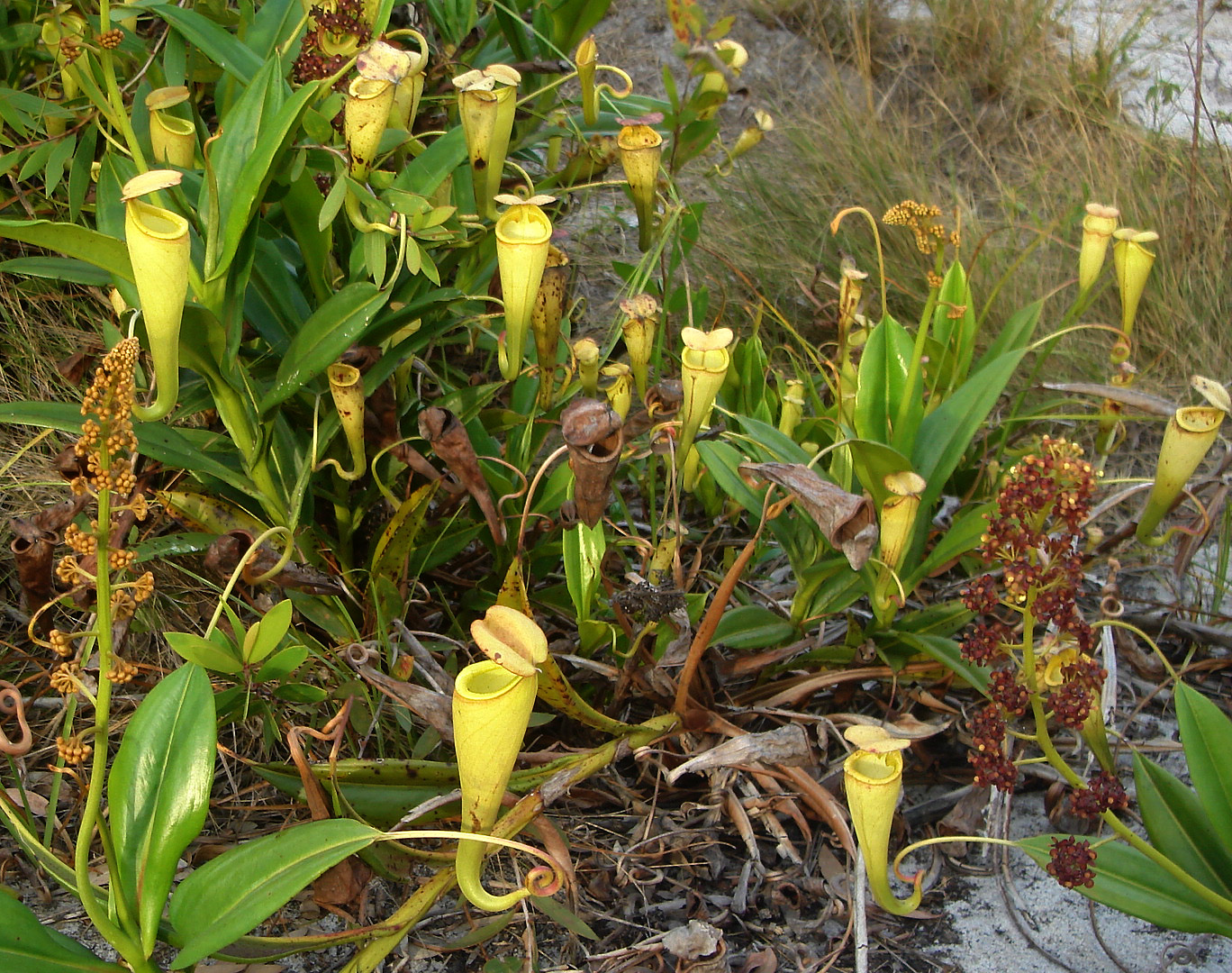
N. madagascariensis

1. N. madagascariensis
2. N. masoalensis

### Seychellen
1. N. pervillei